# Дижур, Сергей Леонидович
Сергей Леонидович Дижур (12 января 1924, Киев — 27 декабря 2000, Москва) — советский и российский органист и 
клавесинист

, музыкальный педагог.

## Биография
Окончил Московскую консерваторию по классу фортепиано Генриха Нейгауза (1947) и по классу органа Александра Гедике (1949).
С 1957 по 1963 год — органист и клавесинист Московского камерного оркестра под управлением Рудольфа Баршая. Осуществил с этим коллективом ряд записей как солист (в том числе Концерт для органа с оркестром Револя Бунина). Записал также «Искусство фуги» И. С. Баха, сочинения Франсуа Куперена, Николя де Гриньи, Луи Маршана.
С 1959 по 1992 год преподавал в Центральной музыкальной школе. С 1992 года преподавал в Московской консерватории и одновременно с 1998 по 1999 год в Нижегородской консерватории, с 1996 года — профессор.
Скончался 27 декабря 2000 года на 77-м году жизни.